# تورا ساتانا
تورا ساتانا (انگلیسی: Tura Satana; ۱۰ ژوئیهٔ ۱۹۳۸ – ۴ فوریهٔ ۲۰۱۱) هنرپیشه اهل ایالات متحده آمریکا بود. از نقش‌آفرینی‌هایش می‌توان بازی در فیلم زودتر، ملوسک، بکش! بکش! را مثال زد.